# 杨勇 (隋朝)
楊勇（562年至568年间—604年），鮮卑名睍地伐，隋文帝楊堅長子，母獨孤皇后。原本是隋文帝的太子，後來被廢為庶人。隋文帝病重时曾有意重新立杨勇为太子，结果被杨广发现。杨广假传文帝遗嘱要赐死杨勇，将杨勇处死。死後追封為房陵王。

## 生平
杨忠是杨勇的祖父。起初在北周時，因為祖父楊忠立有軍功，因此楊勇當時就被封為博安侯。後來楊堅掌政，以楊勇為世子；而楊堅受禪建立隋朝後，楊勇也成為皇太子。楊勇容貌俊美，生性好學，善於詞賦之道，個性寬厚溫和且率真，為人不矯揉造作。他的朋友包括明克讓、姚察、陸開明等，皆為當時的文人。
楊勇曾經文飾一件蜀鎧，文帝擔心他染上奢侈的惡習，特地告誡一番。到了那年冬至以後，百官朝見楊勇，而楊勇也高興接受他們的祝賀。文帝問臣下說這是哪種禮節，太常少卿辛亶表示，東宮應該只能用賀，而不能用朝見。文帝認為太子違反禮制，於是下令臣下不得再以朝見禮去見太子，並且對楊勇的寵愛也日益消減，反而增加懷疑之心。後來文帝選侍衛官時，將武力強者都選到自己身邊，高熲便進諫表示這樣恐怕保護東宮太子的侍衛官就顯得太弱了，這讓文帝相當不悅，認為高熲因為其子是楊勇女婿才幫太子說話，從此對他就更提防了。
楊勇有位妾侍名叫雲昭訓，雲昭訓是一個活潑乖巧的女子，相貌俏麗，楚楚動人，特別得到寵愛，连生了三个儿子，受到的待遇甚至與正室不相上下，這讓獨孤皇后相當不滿。楊勇的正妻元妃不得寵愛，气出了心病，沒兩天就死了，杨勇随即让雲昭訓主持太子宫。獨孤皇后认定是杨勇与雲昭訓合谋害死嫡妻，不但責備楊勇，又派人去暗察。晉王楊廣知道母親對兄長有不滿，便假裝自己沒有什麼姬妾，且只和蕭妃廝守。於是獨孤皇后更討厭楊勇，並對楊廣的德行大加稱贊。獨孤皇后每次抱怨雲氏專寵、感嘆元氏夭亡時，楊廣也跟著痛心疾首，讓皇后更加喜愛次子，有意廢太子而立次子為太子。楊勇為此感到害怕，卻又沒有辦法；文帝知道他內心不安，便派楊素去觀察他，結果楊素卻故意激怒楊勇，使楊勇說出抱怨的話，從此文帝更懷疑他了。皇后與楊廣等人都在觀察他的一舉一動，向文帝進讒，加上楊勇多有埋怨之言語，文帝終於廢太子為庶人，改立楊廣為太子（600年冬）。杨勇原本封为王、公主的子女也都废为庶人。
雖然有不少聲音表示太子罪不至被廢，且廢立太子是大事，但文帝不聽。楊勇也自認罪不至被廢，屢屢要求面見文帝，想要告訴文帝有關自己的冤屈，但都被皇太子楊廣給攔下，無法達成他的心願。情急之下，楊勇爬到樹上，大声呼喊文帝，希望文帝聽見後可以見他一面。楊素趁機進讒言說：「楊勇已經心神喪失了，被妖魔附身，魂都收不回來了。」文帝也這麼覺得，因此楊勇終究無法與文帝見到面。獨孤皇后屢次誣陷楊勇，方式與罪名也大都如此。
直到文帝臥病於仁壽宮時，皇太子與文帝姬妾皆隨侍在側，《资治通鉴》、《隋书》载宣華夫人被太子楊廣“无礼”之事。宣華夫人將此事告訴文帝後，文帝始知冤枉了楊勇，並大罵獨孤皇后與楊廣，派人召楊勇進宮，準備廢楊廣而復立楊勇為太子，但是此事被楊廣攔截，隨即文帝便暴崩了。
楊廣即位后，立即假擬文帝詔書，派杨约賜死楊勇。煬帝後來追封楊勇為房陵王，但是子嗣不得繼承其位，全部流放岭南，后来都被杨广杀死。

### 墓葬
2005年1月，陕西文物工作者在潼关税村搶救挖掘一座因被盗而遗失墓志的隋朝大墓。该墓为目前等级最高、保存最完善的隋朝墓葬，壁画中列戟图的兵器架上的杆子一共18杆，侍卫用刀为采用双箍悬挂法的环首直刀，可见墓主被葬以太子之礼，而隋朝未继位的太子只有杨勇和杨昭，结合死者被检测出为35岁至55岁之间的非正常死亡男性，可推测其为杨勇墓。

## 家庭

### 妻妾

#### 王妃
- 河南元氏，隋朝柱国、泾州刺史、洵阳简公元孝矩之女

#### 妾
- 高良娣，生安平王楊嶷、襄城王楊恪
- 王良媛，生高阳王楊该、建安王楊韶
- 雲昭訓，生长宁王楊儼、平原王楊裕、安城王楊筠
- 成姬，生颍川王楊煚。

### 子女
- 長寧王楊儼，607年被杨广诛杀
- 平原王楊裕，607年被杨广诛杀
- 安城王楊筠，607年被杨广诛杀
- 安平王楊嶷，607年被杨广诛杀
- 襄城王楊恪，607年被杨广诛杀，其妻柳氏
- 高陽王楊該，607年被杨广诛杀
- 建安王楊韶，607年被杨广诛杀
- 潁川王楊煚，607年被杨广诛杀
- 楊孝實，607年被杨广诛杀
- 楊孝範，607年被杨广诛杀
- 大宁公主，嫁高表仁

## 延伸阅读
[在维基数据编辑]
 《北史·卷071》，出自李延壽《北史》
 《隋書·卷45》，出自魏徵《隋书》